# Katedra (časopis)
Katedra (COBISS) je bil slovenski študentski časopis, ki je izhajal od leta 1961 do 1994 na Univerzi v Mariboru. Izdajatelj je bil Univerzitetna konferenca ZSMS. Katedra je tudi ustanovitelj festivala Popevke vesele jeseni. Kasneje je zopet izhajala med letoma 2006 in 2011 (Društvo študentov in podiplomcev Slovenije). 
Prvi urednik Katedre je bil Vlado Golob, zadnji pa Sašo Dravinec, ki je bil kasneje urednik na Primorskih novicah. 
Imel je literarno prilogo Obrazi. 

### Politika
Časopis je postal širši javnosti znan predvsem ob koncu osemdesetih let, ko je bil v Jugoslaviji večkrat zaplenjen in prepovedan, najprej v času urednikovanja Sama Resnika, nato pa v času ko sta ga vodila odgovorni urednik Igor Mekina in glavni urednik Dejan Pušenjak. Posamezne novinarje Katedre so v tistem času pripadniki SDV, kot so pozneje pokazala razkritja arhivov v Sloveniji in Srbiji tudi zasledovali in o njih zbirali informacije. Leta 1986 je kot urednik Katedre Samo Resnik objavil esej Spomenske Hribar Krivda in greh, s katerim se je v Sloveniji začela javna razprava o povojnih pobojih. Do drugih prepovedi je zaradi različnih člankov in komentarjev prišlo predvsem v Mariboru in Beogradu, zaradi poskusa ponatisa člankov iz Katedre pa se je z zaplembo soočila tudi ljubljanska Mladina. Posamezni člani redakcije (Igor Mekina, Dragica Korade, Dejan Pušenjak, Samo Resnik) so bili tudi osebno obtoženi in preganjani s strani republiškega tožilstva zaradi "verbalnih deliktov", toda vsi postopki so bili z nastopom večstrankarstva nato ustavljeni.  
Leta 1988 je študentski časopis v Beogradu prepovedan s strani temeljnega tožilstva, izvode Katedre, ki so bili v Beogard prepeljani po železnici iz Maribora in so se na ulici prodajali v središču mesta, pa je policija večkrat zaplenila. Časnik se je namreč po oceni tožilcev neprimerno norčeval iz Slobodana Miloševića, zaplenjen pa je bil med drugim tudi zaradi članka, ki je vseboval več intervjujev s tujimi doopisniki iz Beograda, z naslovom "V pričakovanju potresa", ki je iz perspektive tujih dopisnikov napovedoval burno dogajanje v državi. Intervjuje je pripravila Svetlana Vasović. Na sojenju v Beogradu je redakcijo branil znani odvetnik Drago Demšar, iz Beograda pa prav tako zelo znani odvetnik Srđa Popović. V publiki pa so postopek spremljali tedanji številni znani srbski disidenti. Božidar Novak se je na sodišču zagovarjal kot odgovorna oseba ustanovitelja, UK ZSMS iz Maribora.  
Časnik je postal znan prav zaradi sodelovanja z drugimi jugoslovanskimi študentskimi redakcijami in zaradi člankov, v katerih so avtorji zahtevali svobodo govora in politični pliralizem ter kritizirali represijo v državi. Objavil je tudi prvi intervju s tedanjim disidentom Milovanom Đilasom in organiziral javno tribuno v Mariboru, na kateri sta sodelovala Milovan Đilas in Kosta Čavoški in spregovorila o pomenu pluralizma. Po znani 8. seji CK ZKS v Srbiji, ko si je oblast utrdil Slobodan Milošević, je prišlo do pogroma nad redakcijo beograjskega Studenta, ki je sodeloval s Katedro. Ko je bilo redakciji Studenta zaradi kritičnih zapisov onemogočeno delo, je redakcija Katedre odstavljeni redakciji iz Beograda omogočila, da v okviru Katedre na sredini časnika objavljajo do 6 strani svoje "Beograjske priloge" ("Beogradski prilog") v srbskem jeziku, ki je bila kritična zlasti do tedanjih oblasti v Beogradu. Šlo je za enega od redkih primerov solidarnosti in skupnega boja medijev in novinarjev za svobodo govora, ki je presegal nacionalne meje. Prilogo je urejala novinarka Svetlana Vasović, ki je pozneje več kot desetletje sodelovala s slovenskim tednikom Mladina in bila istočasno dopisnica časnikov Vreme in pozneje Politika iz Ljubljane.     

### Pisci
Pri časopisu so delovali Vladimir Gajšek, Matjaž Mulej, Mik Rebernik, Nikola Šoštarič, Drago Jančar, Ervin Hartman, Slavko Jug, Janez Ujčič, Vladimir Spjevak, Anton Dodlek, Bogo Čerin, Davorin Kračun, Olga Jančar, Edvard Ajd, Braco Zavrnik, Tone Partljič,  Jože Zagožen, Ivan Soče, Branko Srčnik, Darko Pašek, Teodor Lorenčič, Samo Resnik, Dragica Korade, Snežana Štabi, Andrej Fištravec, Božidar Novak, Igor Mekina, Svetlana Vasović, Dejan Pušenjak, Dominik Šolar (sedaj Križan), Darinko Kores Jacks, Mitja Čander, Tomaž Brenk, Dušan Hedl, Miran Lesjak, Rajko Muršič, Peter Tomaž Dobrila, Mirjam Šega (Kukolja) idr..